# Karpuzlu
Karpuzlu là một huyện thuộc tỉnh Aydın, Thổ Nhĩ Kỳ. Huyện có diện tích 253 km² và dân số thời điểm năm 2007 là 12836 người, mật độ 51 người/km².